# ハマビシ科
ハマビシ科（はまびしか、Zygophyllaceae）は双子葉植物の科のひとつ。30属250種以上からなる。
特に熱帯から温帯の乾燥地に多く、草本から木まである。日本には、海岸植物のハマビシのみ1種類が自生する。

## 利用
経済的に重要な種はほとんどないが、その中ではユソウボク（リグナムバイタ (Lignum vitae)、学名: Guaiacum officinale）が有名である。木は多量の樹脂を含み、世界でもっとも硬く重い木材である(比重1.28～1.37)。木は木造船のスクリューの軸受けやギアなどに用いられ、特に木製ベアリングとしては極めて優秀な性能を誇る。これは硬度の他に摩擦により油分が滲み出すことで潤滑性を発揮する為である。質量が非常に重く、この木材は水に沈むという特徴がある。樹脂をグアヤク脂と呼んで薬用その他に用いる事からもわかるように、ヨーロッパに持ち込まれた頃より薬効が信じられており、Lignum vitae（リグナムバイタ）はラテン語で Wood of life〈生命の樹〉を意味する。またユソウボクも癒瘡木と書くようにこちらも薬用植物として扱われていた事がわかり梅毒の治療に用いられた。実際に樹脂はグアイアコールやグアイアズレンといった成分を含み、名称は学名の属名 Guaiacum に由来する。
グアヤクチンキはキノコの鑑別に用いられる。
また、ハマビシは欧米ではハーブとして用いられる。

## 分類
ハマビシ科は次のような属に分類される。
- Augea

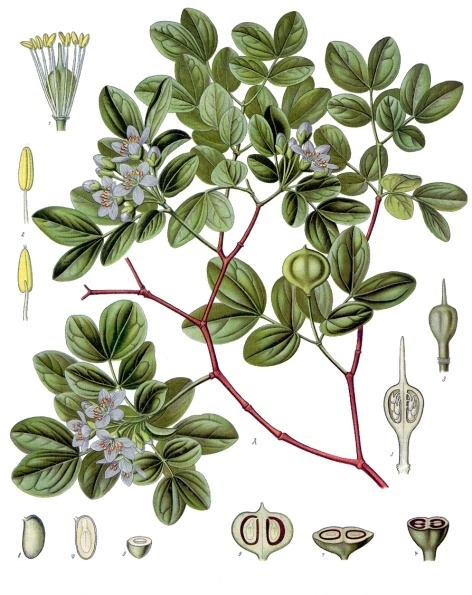
ユソウボク

  - A. capensis Thunb. (es)  1種のみ
- Balanites - バラニテス属（英語版）
  - B. aegyptiaca (L.) Delile (en)  - 日本でバラニテスと言えばこれを指すことが多い。ザックームとも言う。
- Bulnesia (en)
- Fagonia (en)
- Guaiacum - ユソウボク属（英語版）
  - G. officinale - ユソウボク（リグナムバイタ）
- （Halimiphyllum）[注 1]
- Izozogia
  - Izozogia nellii G. Navarro (es)  1種のみ
- Kallstroemia (en)
- （Kelleronia）[注 2]
- Larrea (en)
- （Malacocarpus）
  - （M. crithmifolius (Retz.) C.A. Mey.[4] 1種のみであるが、これは Missouri Botanical Garden (2018) ではソーダノキ科（英語版） (学名: Nitrariaceae)、Hassler (2018) では Tetradiclidaceae (fr)  という、ハマビシ科とは異なる科に分類されている。）
- （Melocarpum）[注 2]
- Metharme
  - M. lanata Phil. (es)  1種のみ
- （Miltianthus）
  - （M. portulacoides Bunge (es)  1種のみであるが、これは The Plant List (2013) においては未解決状態のままとされている。）
- Morkillia (sv)
- Neoluederitzia
  - N. sericocarpa Schinz (en)  1種のみ
- （Neoschroetera）[注 3]
- Pintoa
  - P. chilensis Gay (es)  1種のみ
- Plectrocarpa (sv)
- Porlieria (en)
- Roepera (en)
- （Sarcozygium）[注 3]
- （Schroeterella）
  - （S. zygodonta Herzog (sv)  1種のみであるが、Crosby & Magill (2018) では被子植物ですらなく、コケ植物に分類されている。）
- Seetzenia
  - S. lanata (Willd.) Bullock (es)  1種のみ
- Sericodes
  - S. greggii A. Gray (es)  1種のみ
- Sisyndite
  - S. spartea E.Mey. ex Sond. (es)  1種のみ
- Tetraena (en)
- Tribulopis (sv) [注 2]
- Tribulus - ハマビシ属（英語版）
  - T. terrestris - ハマビシ
- Viscainoa (sv)
- Zygophyllum (en)